# Gliese 2
Gliese 2/ADS 48 is een zevenvoudige ster in het sterrenbeeld Andromeda op 37,52 lichtjaar van de Zon. De precieze hiërarchie van het systeem is niet bekend.